# Gliese 1132 b
Gliese 1132 b (en abrégé GJ 1132 b,) est une planète de dimensions terrestres en orbite autour de l'étoile naine rouge Gliese 1132. Il s'agit de la deuxième planète découverte par le programme MEarth. Elle reçoit 19 fois plus de radiations stellaires que la Terre et serait trop chaude (environ 300 °C) pour être habitable. GJ 1132 b possède éventuellement une atmosphère, potentiellement composée de vapeur d'eau et de méthane,.
Selon une nouvelle étude publiée fin 2016, la planète aurait un « rayon de surface » de 1,35 rayon terrestre. Son rayon moyen à travers les longueurs d'onde est pour sa part de 1,44 rayon terrestre. Cette différence semble indiquer la détection d'une atmosphère significative autour de la planète.
Sur la base de 27 transits observés avec TESS, David Kipping/David Charbonneau (?) indique en juin 2019 un rayon de 1,333+0,046
 −0,051 rayon terrestre.